# بزم و رزم
بزم و رزم مفهومی قدیمی است که پیشینه آن به ایران پیش از اسلام بازمی‌گردد. در بزم، توانایی شاه در سرگرمی و لذت‌های دنیوی چون خوراک و غذا و موسیقی و رقص به نمایش گذاشته می‌شد؛ در رزم، شاه باید قدرت و شجاعت و دلاوری اش را در شکست دشمنان کشور اثبات می‌کرد. رزم و بزم از ادبیات فارسی به ادبیات عثمانی هم راه پیدا کرد. در شاهنامه بر سویه «رزم» تأکید شده و در هفت پیکر نظامی گنجوی بر «بزم».

## بزم
بزم ضیافتی آیینی همراه با نوشیدن ساعت‌ها شراب همراه با شعر، موسیقی و رقص است. به نظر می‌رسد که ریشه آن به مراسم کهنی برمی‌گردد که خون گاو نر مصرف می‌شده که نشانگر عمل نهایی پادشاه و قدرت او به‌شمار می‌آمده‌است. بعدها شراب جایگزین خون گاو نر شد؛ شراب در ظروف طلایی، نقره‌ای یا سرامیک صرف می‌شد.
جنگجویان و شاهزادگان با شرکت در بزم به حقانیت خود در همنشینی با داستان‌های قهرمانان افسانه‌ای و تاریخی پارسی مشروعیت می‌بخشیدند.
بزم می‌توانست خصوصی یا در محیط‌های عمومی با صدها میهمان برگزار شود. تصاویر بزم منبعی برای نظم و نثر فارسی در دوره‌های متفاوت تاریخی بود.

## رزم
در هنر و ادبیات پارسی، رزم نماد مبارزه و پیروزی است. یک پهلوان به عنوان یک جنگجوی دلاور و نترس با مهارت در سوارکاری و شکار مورد پذیرش قرار می‌گرفت.
از زاویه تاریخی در اشعار و نثر فارسی این پادشاه و شاهزادگان هستند که با شکست دشمن و پیروزی‌های افسانه‌ای مورد ستایش قرار می‌گیرند؛ چنین برداشت باشکوهی بر قدرت و حقانیت آنان بر سنت قهرمانی می‌افزود.
تصاویر شاهنامه و خمسه نظامی مملو از صحنه‌های میدان‌های جنگ است که منبعی با ارزش برای مطالعه، ابزار و پیکرنگاری سنت رزم محسوب می‌گردد.